# Canarias (C-21)
O Canarias foi um cruzador pesado operado pela Armada Espanhola e a primeira embarcação da Classe Canarias, seguido pelo Baleares. Sua construção começou em agosto de 1928 na Sociedad Española de Construcción Naval em Ferrol e foi lançado ao mar em maio de 1931, entrando em serviço em setembro de 1936. Era armado com uma bateria principal composta por oito canhões de 203 milímetros montados em quatro torres de artilharia duplas, tinha um deslocamento cartregado de treze mil toneladas e alcançava uma velocidade máxima de 33 nós.
O Canarias foi tomado pela facção nacionalista da Guerra Civil Espanhola ainda durante sua construção, sendo apressadamente colocado em serviço e tornando-se a capitânia nacionalista durante o conflito. Ele participou de diversas operações e batalhas na guerra, afundando ou capturando ao todo 34 embarcações republicanas. O restante de sua carreira foi pacífico e sem grandes incidentes, não chegando a participar da Segunda Guerra Mundial porque a Espanha manteve neutralidade. Foi descomissionado em dezembro de 1975 e desmontado entre 1978 e 1979.